# Mont Toc
Le mont Toc est une montagne des Préalpes carniques dans le Nord-Est  de l'Italie. Culminant à 1 921 mètres, il est connu pour son glissement de terrain meurtrier de 1963.

## Toponymie
Le nom « mont Toc » proviendrait du frioulan et signifie le « mont pourri »[réf. nécessaire].

## Glissement de terrain
Cette montagne est connue en raison du glissement de terrain qu'elle a subi sur son flanc nord le 9 octobre 1963 à 22 h 39. Un volume de 270 millions de mètres cubes de roche se déversa dans le lac du barrage du Vajont, créant ainsi un mégatsunami de 200 mètres de haut qui passa au-dessus du barrage, détruisant la ville de Longarone en contrebas et faisant plus de 2 000 victimes.
Cette catastrophe a fait l'objet en 2001 d'une adaptation au cinéma, par un film nommé La Folie des hommes, avec Daniel Auteuil et Michel Serrault.